# Clarissa Marchese
Clarissa Marchese (Sciacca, 16 aprile 1994) è una modella e personaggio televisivo italiana, vincitrice della 75ª edizione del concorso di bellezza Miss Italia 2014.

## Biografia
Nata a Sciacca e cresciuta a Ribera, il padre Giuseppe è un pizzaiolo, la madre Marisa è cresciuta negli USA, ma anch'ella di origini riberesi. Clarissa dopo aver studiato danza per dieci anni ed essersi diplomata al Liceo scientifico di Ribera si è iscritta al corso di laurea in Logopedia dell'Università degli Studi di Parma, senza mai terminare gli studi.
Ha partecipato alla 75ª edizione del concorso di bellezza Miss Italia con la fascia di Miss Sport Lotto Sicilia, gareggiando con il numero 23. È stata incoronata a Jesolo nella notte tra il 14 e il 15 settembre 2014 dal rapper Emis Killa; la manifestazione, condotta da Simona Ventura, è stata trasmessa in diretta su LA7 e LA7d. Aveva conquistato anche la fascia di Miss Simpatia Interflora, ceduta successivamente alla numero 18 Federica Armaleo (Miss Miluna Lazio). Dai dati diffusi dall'organizzazione di Miss Italia, Clarissa Marchese è stata la più votata in 4 delle 5 sessioni di televoto, ottenendo il 32,55% nella votazione finale a 5 (con la seconda classificata, Sara Nervo, ferma al 22,53%). È stata l'undicesima Miss Italia proveniente dalla Sicilia, terza di fila dopo Giusy Buscemi e Giulia Arena.
L'8 marzo 2015, in occasione della Giornata internazionale della donna, è la protagonista di Speciale Miss Italia - Clarissa Marchese, programma in onda sul LA7d. Compare inoltre nel videoclip del singolo di Massimo Di Cataldo Un'emozione fantastica, pubblicato il 6 luglio dello stesso anno. Nell'autunno del 2016 prende parte nel ruolo di "tronista" al celebre programma Uomini e donne, condotto da Maria De Filippi su Canale 5. Il 18 marzo 2017 partecipa come concorrente a Le olimpiadi della TV, puntata speciale in prima serata di Uomini e donne. Nell'estate dello stesso anno è nel cast degli influencer protagonisti del docu-reality di MTV The Hottest Swimsuit. Partecipa in seguito anche alle successive edizioni del programma, trasmesse da Real Time (The Hottest Summer nel 2018 e The Hottest Winter nel 2019), e allo spin-off incentrato sul suo matrimonio The Hottest Wedding - Clary & Fede, trasmesso online.
Il 14 settembre 2021 pubblica per Arnoldo Mondadori Editore il suo primo libro, intitolato Tutti i miei piani per Arya. Le avventure tragicomiche di una mamma.

## Vita privata
Il 30 maggio 2019 ha sposato Federico Gregucci, figlio dell’allenatore Angelo, conosciuto nell'ambito del programma Uomini e donne. La coppia ha una figlia di nome Arya, nata l'11 marzo 2020 a Miami, città dove ha risieduto per diversi anni. Il 21 aprile 2023 la coppia da alla luce il secondogenito, Christian.

## Programmi televisivi
- Miss Italia (LA7, 2014) Concorrente
- Speciale Miss Italia - Clarissa Marchese (LA7d, 2015)
- Uomini e donne (Canale 5, 2016) Tronista
- Speciale Uomini e donne - Le Olimpiadi della TV (Canale 5, 2017) Concorrente
- The Hottest Swimsuit (MTV, 2017)
- The Hottest Summer (Real Time, 2018)
- The Hottest Winter (Real Time, 2019)
- The Hottest Wedding - Clary & Fede (YouTube, 2019)

### Videoclip
- Un'emozione fantastica, singolo di Massimo Di Cataldo (2015)

## Libri
- Clarissa Marchese, Tutti i miei piani per Arya. Le avventure tragicomiche di una mamma, Arnoldo Mondadori Editore, 2021, ISBN 9788891831095.